# 尤尼昂鎮區 (印地安納州特拉華縣)
尤里昂鎮區（英語：Union Township）是位於美國印地安納州特拉華縣的一個行政鎮區。

## 地方資料
根據2010年美國人口普查的數據，尤里昂鎮區的面積為76.80平方千米，當中陸地面積為76.00平方千米，而水域面積為0.80平方千米。當地共有人口2838人，而人口密度為每平方千米36.95人。